# Trabrennbahn Daglfing

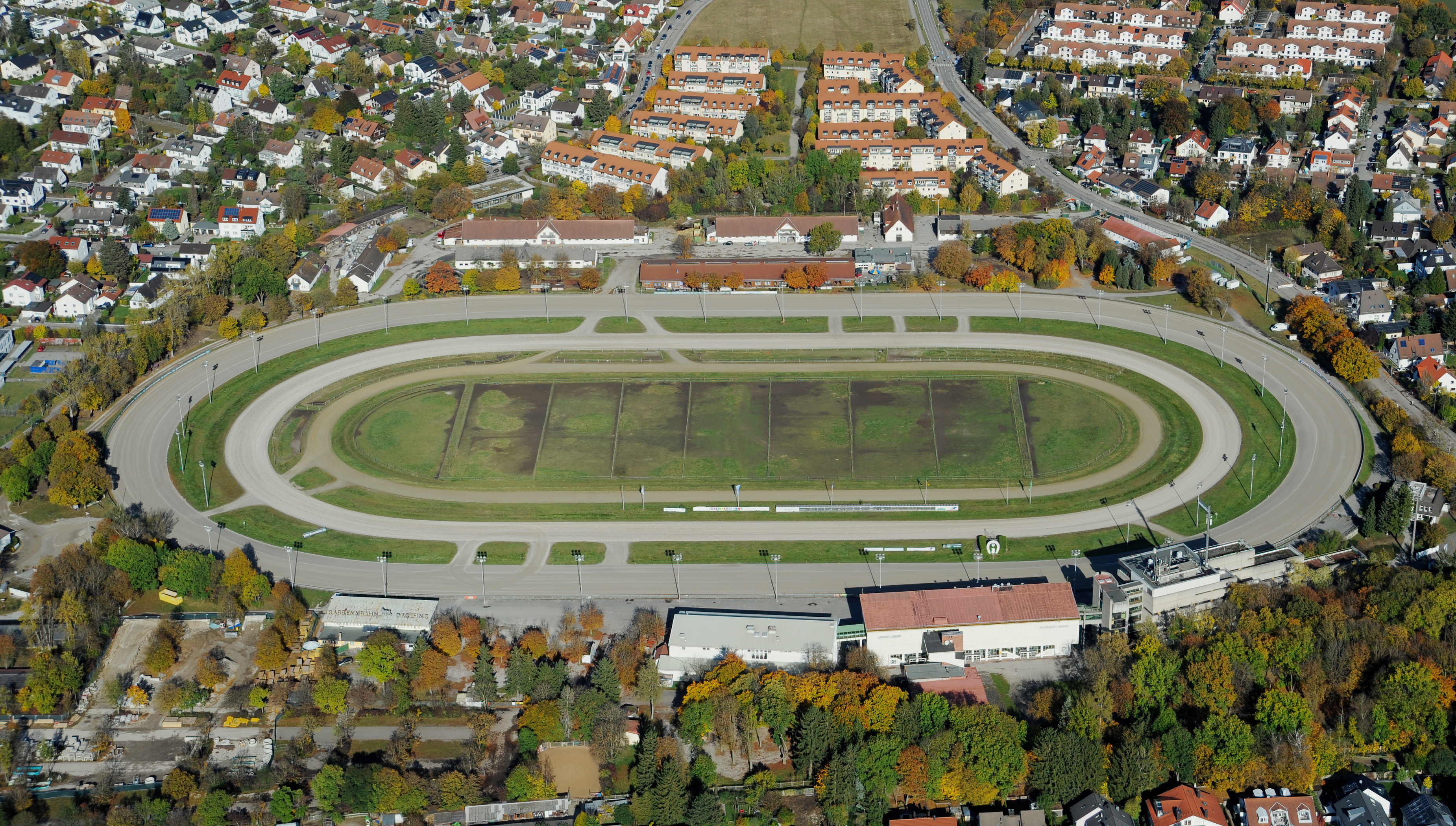
Luftbild

Die Trabrennbahn Daglfing ist eine für das Trabrennfahren verwendete Sportstätte im Ortsteil Daglfing der bayerischen Landeshauptstadt München.

## Beschreibung
Die Trabrennbahn besteht aus drei ineinander liegenden Ovalen. Die äußere Bahn, die eigentliche Rennbahn, hat eine Länge von 1000 m, sie wird im Linkskurs befahren. Die mittlere Bahn, die als Trainingsbahn dient, ist 800 m lang, die innere Langsamfahrbahn 600 m.
An der Rennbahn stehen ein dreigeschossiges Tribünenhaus mit 660 Sitzplätzen und ein zweigeschossiges Tribünenhaus mit 450 Sitzplätzen. Beide Tribünenhäuser haben Wetthallen und Restaurants.

## Geschichte
Erste Trabrennfahrten in München fanden 1867 auf der Theresienwiese statt. Zwischen 1887 und 1898 wurde eine Trabrennbahn in Laim betrieben, die aber unzureichend wurde, nachdem der Trabrennsport an Popularität gewonnen hatte. Trabsportinteressierte gründeten daher 1902 den Münchner Trabrenn- und Zuchtverein und eine Terraingesellschaft zum Erwerb des Geländes in Daglfing. Bereits im Oktober desselben Jahres wurde die Bahn in Anwesenheit des Kronprinzen und späteren bayerischen Königs Ludwig eröffnet. 
Ab 1906 durften Rennwetten angenommen werden; in den darauf folgenden Jahren bis zur Eingemeindung nach München 1930 war die von der Trabrennbahn abzuführende Steuer Haupteinnahmequelle der Gemeinde Daglfing. Im Jahre 1909 wurde eine zweite Tribüne für 1000 Zuschauer errichtet. Der Rennbetrieb wurde während des Ersten Weltkriegs zwar eingeschränkt, aber nicht aufgegeben. Während der Münchner Räterepublik 1919 war die Trabrennanlage kurzzeitig von Spartakisten besetzt – Pferdesport war die Domäne des Adels und gutsituierten Bürgertums. In den Krisenzeiten der 1920er Jahre fanden auf der Bahn auch Windhundrennen, Autorennen und Motorradrennen statt. In den 1930er Jahren, als der Sport durch das nationalsozialistische Regime stark gefördert wurde, entstanden eine Lichtanlage, die Abendrennen ermöglichte, und ein neuer Restaurationsbetrieb. Das „Silberne Pferd von Deutschland“, ab 1937 ausgeschrieben, war als internationaler Trabrennpreis konzipiert. Im April 1938 fiel die Haupttribüne einem Brand zum Opfer.
Nach dem Zweiten Weltkrieg nahm der Trabrennsport in Daglfing schnell neuen Aufschwung, 1951 und 1975 wurden Tribünenneubauten eröffnet. 
2005 wurde die Anlage an die Unternehmensgruppe Karl verkauft; ein Umzug des Trabrennbetriebs nach Maisach stand zur Diskussion.
2016 einigten sich die Baufirma und der Traberverein nach jahrelangem Rechtsstreit, dass die Traber die Bahn in Daglfing noch bis 2025 nutzen dürfen. Der Verein erhielt von der Baufirma 3,8 Millionen Euro; die Baufirma verpflichtete sich, eine Bahn zu bauen.